# Gennes (Maine-et-Loire)
Gennes é uma ex-comuna francesa na região administrativa da Pays de la Loire, no departamento de Maine-et-Loire. Estendeu-se por uma área de 32,52 km². Em 2010 a comuna tinha 2 086 habitantes (densidade: 64,1 hab./km²).
Em 1 de janeiro de 2016 foi fundida com as comunas de Chênehutte-Trèves-Cunault, Grézillé, Saint-Georges-des-Sept-Voies e Le Thoureil para a criação da nova comuna de Gennes-Val-de-Loire.